# Deutsche Internationale Schule Den Haag

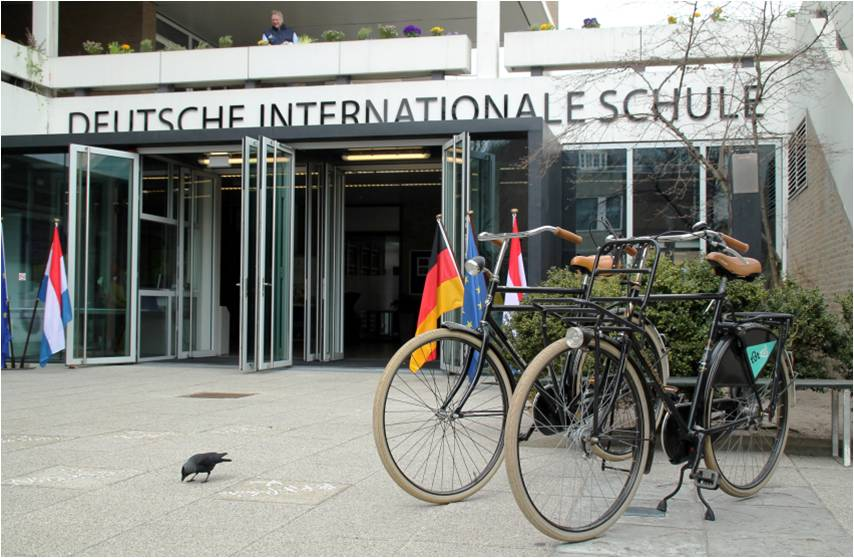

Die Deutsche Internationale Schule in Den Haag (Abkürzung: DISDH) ist eine von der Bundesrepublik Deutschland anerkannte deutsche Auslandsschule in privater Trägerschaft. Eingebunden in ein Netzwerk von mehr als 140 deutschen Schulen im Ausland wird sie von der Zentralstelle für das Auslandsschulwesen in enger Abstimmung mit dem Auswärtigen Amt und den Bundesländern betreut und unterstützt.

## Geschichte
Wie viele Auslandsschulen wurde die Deutsche Schule Den Haag ursprünglich als Gemeindeschule gegründet, und zwar 1856 zur Vorbereitung der Konfirmanden in der Evangelischen Gemeinde. Der allgemeine Schulbetrieb wurde im Jahr 1883 aufgenommen.
Das Schulgeld betrug in den Gründungsjahren wöchentlich 10 Cent. Weitere 5 Cent wurden in den Wintermonaten als Heizungsgeld für den Ankauf von Torf erhoben, wie die Chronik vermeldet.
Bis 1920 blieb die Deutsche Schule in Den Haag „Kirchenschule“. Dann wurde sie von dem 1919 gegründeten Deutschen Schulverein Den Haag übernommen. 1921 fand die erste Reifeprüfung unter Vorsitz eines Reichsvertreters statt. Im Gegensatz zum Ersten Weltkrieg, der der Deutschen Schule in Den Haag indirekt zu einer gewissen Blüte verhalf, erfolgte im Zweiten Weltkrieg der vorläufige Untergang des „Deutschen Realgymnasiums“ sowie des deutschen Schulwesens in den Niederlanden überhaupt. Es dauerte bis 1954, bis in Den Haag zunächst die „Stichting Duitse Taalkring“ und später die Schule wiedereröffnet werden konnten. Das heutige Schulgebäude wurde 1971 fertiggestellt und bezogen.

## Die DISDH heute
Die Deutsche Internationale Schule Den Haag ist eine von weltweit etwa 140 deutschen Schulen im Ausland, die über das Netzwerk der deutschen Auslandsschulen zusammenarbeiten. Koordiniert wird diese Zusammenarbeit über die Zentralstelle für das Auslandsschulwesen (ZfA), die dem Auswärtigen Amt unterstellt ist. So wird für alle in den Niederlanden lebenden Deutschen die Verbindung zum deutschen Schulsystem sichergestellt. Die starke Vernetzung erleichtert den Wechsel an andere internationale Standorte und die Rückkehr an eine deutsche Inlandsschule.
Der Unterricht für Schüler der Grundschule erfolgt nach den Lehrplänen Nordrhein-Westfalens, der für Schüler der Sekundarstufen I und II nach den Lehrplänen des Landes Baden-Württemberg. Das Abitur wird nach 12 Jahren abgelegt. 2014 wird erstmals das Regionalabitur abgelegt. Dies ist vergleichbar mit dem inländischen Zentralabitur, jedoch werden die Aufgaben in den Kernfächern nur zentral für die Schulen der Fortbildungregion gestellt. Zur Fortbildungsregion gehören neben der Deutschen internationalen Schule Den Haag die internationale Deutsche Schule Brüssel, die Deutsche Schule Genf, die Deutsche Schule Helsinki, die Deutsche Schule Kopenhagen, die Deutsche Schule London, die Deutsche Schule Oslo, die internationale Deutsche Schule Paris, die Deutsche Schule Stockholm und die Deutsche Schule Toulouse.
Seit 2015 wird an der DISDH die Deutsche Internationale Abiturprüfung (DIAP) abgelegt. Alle Schüler werden dazu im Fach Erdkunde auf Englisch und im Fach Geschichte bilingual deutsch-englisch unterrichtet. Neue Schüler werden bei Bedarf mit einem speziellen Förderkonzept an die sprachlichen Anforderungen herangeführt.

## Das internationale Sprachenangebot
Die allgemeine Unterrichtssprache ist Deutsch. Diese wird auf muttersprachlichem Niveau unterrichtet. Um auch nicht-deutschsprachigen Schülern den Zugang zur Deutschen Internationalen Schule Den Haag zu ermöglichen, wird mit der Aufnahme die Sprachkompetenz in der deutschen Sprache festgestellt und ein möglicher Unterstützungsbedarf ermittelt. Die Deutsch-Förderung (Deutsch als Fremdsprache, DaF) setzt bereits im Kindergarten ein und wird gegebenenfalls auf allen Schulstufen angeboten. Alle Kinder werden entsprechend ihrer Deutschkenntnisse individuell gefördert. Ziel ist es, die mündliche und schriftliche Ausdrucksfähigkeit zu erlangen, die zur allgemeinen Hochschulreife notwendig ist.
Die Kinder werden im Kindergarten ganzheitlich und situativ durch muttersprachliche Erzieher an Niederländisch herangeführt. Niederländisch wird bis zum Abitur durchgehend unterrichtet. Ab der ersten Klasse wird Englisch in AGs, ab der dritten Klasse im Fachunterricht angeboten. Französisch wird ab der sechsten Klasse als zweite Fremdsprache unterrichtet. Latein und Spanisch kann in besonderen Lerngruppen weitergeführt werden; für Spanisch gibt es zusätzlich ein AG-Angebot.
Aufgrund der besonderen Ordnung für die Deutsche Internationale Abiturprüfung wird ab der achten Klasse das Fach Geschichte bilingual unterrichtet. In Erdkunde wird ab Klasse 9 wie in Geschichte bilingual unterrichtet. Ab Klasse 10 wird Erdkunde ausschließlich auf Englisch unterrichtet. Neue Schüler werden gegebenenfalls in Englisch unterstützt.

## Deutsches Sprachdiplom (DSD)
Seit dem Frühjahr 2017 wird in den Niederlanden das Deutsche Sprachdiplom (DSD) der Kultusministerkonferenz abgenommen. Das DSD ist das einzige schulische Programm der Bundesrepublik Deutschland für Deutsch als Fremdsprache im Ausland. Es wird mit einer Prüfung zum Abschluss eines mehrjährigen schulischen Deutschunterrichts erworben. Zu Betreuung der Vorbereitungen und Prüfungen ist für die Niederlande, Belgien und Luxemburg eine Fachschaftsberaterin eingesetzt, die ihren Dienstort an der DISDH hat.
Die DISDH war die erste Schule in den Niederlanden, an denen das DSD abgelegt wurde. Heute gehören zehn weitere niederländische Schulen zum DSD-Programm in den Niederlanden. Niederländische Schüler erhalten mit dem DSD eine in Deutschland anerkannte Sprachzertifizierung, die den Hochschulzugang erleichtert. Die Schulen selbst können auf ein breites Unterstützungsangebot für ihren Deutschunterricht zurückgreifen, das von der Fachschaftsberatung für BeNeLux organisiert wird, die ihr Büro an der DISDH hat.

## THIMUN
Die Schüler der DISDH beteiligen sich regelmäßig am THIMUN-Projekt (The Hague International Model United Nations).
Das Projekt fördert die intensive Auseinandersetzung mit der aktuellen Weltpolitik und der Zeitgeschichte, insbesondere mit aktuellen Brennpunkten und Krisenherden. Die Schüler haben dabei die Aufgabe, diplomatische Lösungen zu globalen Problemen zu erarbeiten. Im Mittelpunkt stehen die vordringlichsten Probleme unserer Welt, die Millennium-Entwicklungsziele der UNO.
Die Schüler lernen, selbständig zu den aktuellen Themen zu recherchieren, sich einen eigenen Standpunkt zu bilden und diesen zu vertreten. Die Ergebnisse werden dann vor einem großen internationalen Forum mit bis zu 3500 Teilnehmern aus aller Welt präsentiert.

## Deutsch-niederländischer Literaturwettbewerb
Die Deutsche Internationale Schule Den Haag erfüllt eine wichtige Aufgabe im Rahmen der Auswärtigen Kultur- und Gesellschaftspolitik der Bundesrepublik Deutschland in den Niederlanden. Der jährlich stattfindende Literaturwettbewerb ermöglicht niederländischen Schülern die Begegnung mit einem aktuellen deutschen Autor und bringt die deutschsprachige Literatur niederländischen Lesern nahe.
An dem seit 1992 stattfindenden Wettbewerb beteiligen sich niederländische Oberstufenschüler aus dem ganzen Land.
Die Schüler erhalten die Aufgabe, einen Text aus dem Werk eines aktuellen deutschsprachigen Autors, das bisher noch nicht in niederländischer Sprache veröffentlicht wurde, ins Niederländische zu übersetzen. Die bisherigen Autoren waren Jurek Becker, Peter Bichsel, Monica Cantieni, Alex Capus, John von Düffel, Hans Magnus Enzensberger, Lilian Faschinger, Thomas Glavinic, Katharina Hacker, Peter Härtling, Vea Kaiser, Karin Kalisa, Wladimir Kaminer, Michael Köhlmeyer, Katja Lange-Müller, Siegfried Lenz, Monika Maron, Clemens Meyer, Herta Müller, Hanns-Josef Ortheil, Ingo Schulze, Peter Stamm, Uwe Timm, Martin Walser, Urs Widmer und Christa Wolf.

## Schulinspektion

Offizielles Gütesiegel

Deutsche Schulen im Ausland unterliegen wie Inlandsschulen einer ständigen Qualitätsüberprüfung. Zusätzlich werden Inspektionen durch die niederländischen Behörden durchgeführt. Im Rahmen der Bund-Länder-Inspektion wurde der DISDH im Jahr 2011 das Gütesiegel Exzellente Deutsche Auslandsschule verliehen. Im Zuge eine Qualitätszirkels fand im Jahr 2014 ein Bilanzbesuch statt, bei dem die Umsetzung aller Qualitätsverbesserungsmaßnahmen in Augenschein genommen wurden. 2017 wurde aufgrund der zielgerichteten Schulentwicklung auch unter erhöhten Anforderungen der Deutschen Internationalen Schule Den Haag das Gütesiegel als Exzellente Auslandsschule verliehen.

## Stiftung Sprachkurse
Die eigenständige Stiftung Sprachkurse Deutsche Schule Den Haag (Stichting Taalcursussen Duitse School Den Haag) bietet an der Deutschen Internationalen Schule Den Haag Kurse für Deutsch und Niederländisch als Fremdsprache an. Weiterhin bietet die Stiftung Privatunterricht an sowie Spezial- und Betriebskurse.

## Schulleitung
| Amtszeit  | Name              |
| --------- | ----------------- |
| 1954–1959 | Herr C. Schneider |
| 1959–1962 | Herr H. Schwartze |
| 1962–1966 | Herr A. Haberkorn |
| 1966–1969 | Herr F. Dick      |
| 1969–1973 | Herr L. Stock     |
| 1973–1983 | Heinz Halfmann    |
| 1983–1990 | Gerhard Rahn      |
| 1990–1998 | Lutz Trautmann    |
| 1998–2004 | Monika Romain     |
| 2004–2008 | Helmut Duffing    |
| 2008–2013 | Hans-Ulrich Meyer |
| 2013–2020 | Uwe Hinxlage      |
| seit 2020 | Regina Metz       |